# Macandrevia africana
Macandrevia africana är en armfotingsart som beskrevs av Cooper 1975. Macandrevia africana ingår i släktet Macandrevia och familjen Zeilleriidae. Inga underarter finns listade i Catalogue of Life.